# Redemptoris Mater (papeška okrožnica)
Redemptoris Mater je papeška okrožnica (enciklika), ki jo je napisal papež Janez Pavel II. leta 1987.